# ニルギリ丘陵
ニルギリ丘陵 (タミル語: நீலகிரி, マラヤーラム語: നീലഗിരി, 英語: Nilgiri, Blue Mountains)はインド、タミル・ナードゥ州の山地、山脈である。「ニルギリ」はタミル語で「青い山」を意味する。そしてこの山地はタミル・ナードゥ州、カルナータカ州、ケーララ州の3州にまたがる西ガーツ山脈の一部を成している。ニルギリ丘陵に含まれる峰のうち少なくとも24峰は海抜2,000メートルを超える。最高峰は2,637メートルのドッダベッタ・ピークである。

## 概要

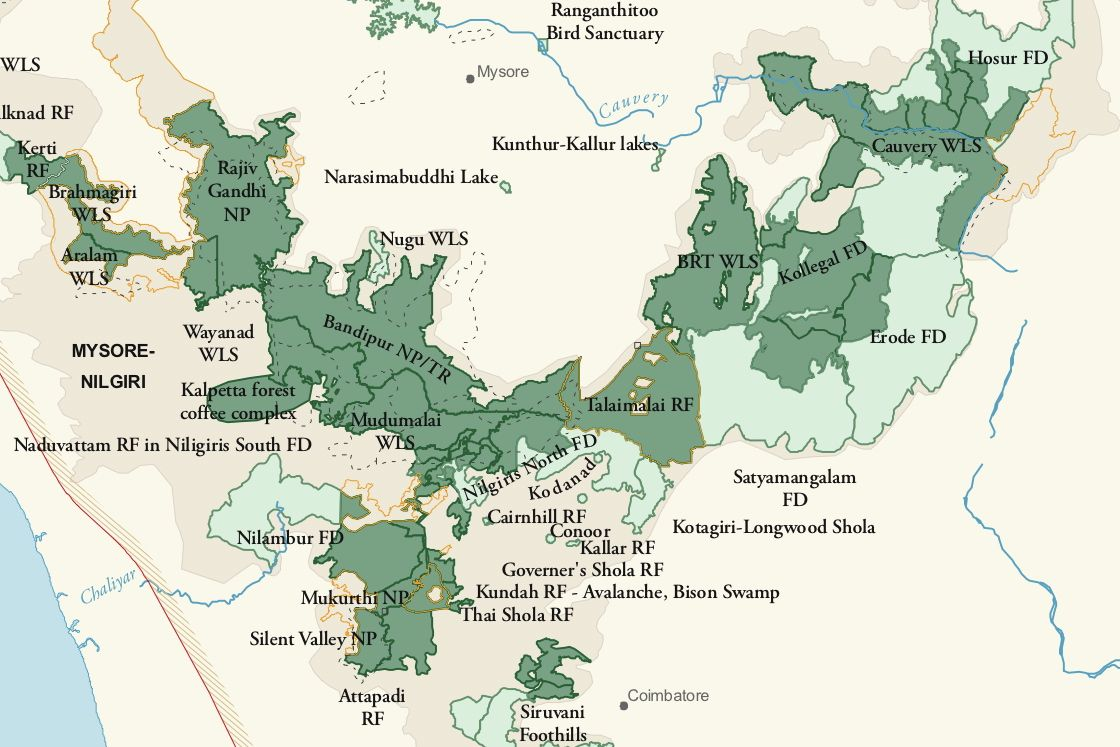
ニルギリ生物保護区の地図。

ニルギリ丘陵はタミル・ナードゥ州、ニーラギリ県に位置しており、範囲は2,479平方メートルに及ぶ。ニルギリ山岳鉄道によってコーヤンブットゥール県のメットゥパラヤムと結ばれている。
この山地は、北はモヤー川によってカルナータカ平野と区切られ、南はパラカド峡谷によってアナイマライ丘陵、パルニ丘陵と隔てられている。ニルギリ丘陵はニルギリ生物圏保護区に含まれている（生物圏保護区）。山地のケーララ州とタミル・ナードゥ州にまたがる部分には熱帯の常緑樹林、半常緑樹林、湿潤落葉樹林、ショーラと草原の植生があり、カルナータカ州の部分には乾燥落葉樹林、湿潤落葉樹林、半常緑樹林と低木林の植生がある。ロードデンドロン・アルボレウム、ガルシニアなどの固有種の植物が生えており、トラ、アジアゾウ、ガウル、シシオザル、アクシスジカ、サンバー、イノシシ、ホエジカ、ニルギリタールなどの保護動物が生息している。また、コタギリ付近のロングウッド・ショーラはActinodaphne bourneae、Psychotria nilgiriensis、Cinnamomum wightiiなどの植物およびニルギリガビチョウ、ハイイロコバネヒタキ、カノコモリバトなどの鳥類の重要な生息地で、2023年にラムサール条約登録地となった。

## 歴史
ニルギリ丘陵には先史時代から人が暮らしていたとみられ、人工物が多数出土している。イギリス領インド帝国時代に収集されたそれらの多くは大英博物館で見ることができる。
最初に「ニルギリ」という語が使われた記録はホイサラ朝の将軍によるもので、1117年まで遡ることができる。すなわちヴィシュヌバルダナ王時代の将軍がこの地を制圧したときの報告に「この青い山（ニルギリ）の峰を富の神ラクシュミーに捧げる」と記されている。
また、ヴァジャイトッタム（Vazhaithottam）では10世紀のカンナダ語で記された碑が見つかっている。ニルギリ・サダラナ・コテ（Nilagiri Sadarana Kote）に存在したヒンドゥー寺院からは、14世紀ホイサラ朝のバララ3世による物と思われる碑が見つかっているが、この寺院は今はダムに沈んでいる。
1800年代の初めにはイギリスやフランスによって公的あるいは私的な調査が行われ、熱帯地方でありながら過ごしやすい気候が報告されている。その後、1820年代の初めにはイギリス領インド帝国の主導で急速に開発が進み、避暑地として人気を博した。1827年にはウダカマンダラムは保養地とされ、マドラス管区の夏場の首都ともなった。1899年にはマドラス政府と民間の資本によりニルギリ山岳鉄道が開通している。
19世紀になると海峡植民地（すなわちマレー半島）から中国人の囚人がインドに送られるようになり、彼らは釈放された後にニルギリ山地に暮らすようになった。結果、中国人とタミル人のパーリア（低位のカースト）との混血が進んだ。